# Eublemma suppura
Eublemma suppura är en fjärilsart som beskrevs av Otto Staudinger 1891. Eublemma suppura ingår i släktet Eublemma och familjen nattflyn. Inga underarter finns listade i Catalogue of Life.